# Eva Bešťáková
Eva Bešťáková (12. září 1932, Kolín – 18. března 2021, Městec Králové) byla překladatelka, středoškolská profesorka, redaktorka a spisovatelka. Do rodného Kolína se ve svém životě i beletristickém díle opakovaně vracela. Je autorkou 45 knih pro dospělé čtenáře, děti a mládež.

## Vzdělání a rodina
V Kolíně prožila rané dětství, válečná školní léta 1938–1944 v Bělé pod Bezdězem, kde měla rodina z matčiny strany rodové kořeny. Po návratu do Kolína vystudovala tamní gymnázium, v letech 1945–1948 byla aktivní skautkou a skautské morální principy ji ovlivnily na celý život. Maturovala r. 1951 a v roce 1956 absolvovala Filozofickou fakultu Univerzity Karlovy jako promovaný filolog v oboru český a ruský jazyk. Ještě během studií v Praze se v roce 1954 vdala za budoucího lesního inženýra Jaroslava Bešťáka a v roce 1955 se jim narodila dcera Eva. Léta 1956–1958 strávila rodina v podhůří Šumavy, kde byl manžel vedoucím polesí. Později v letech 1966–1967 navázala Bešťáková na Filozofické fakultě Univerzity Karlovy postgraduálním studiem v oboru dějiny literatury, filozofie a teorie překladu. V roce 1967 získala doktorát filozofie.

## Profesní život
V letech 1958–1969 působila jako středoškolská profesorka, do roku 1963 na gymnáziu v Kolíně a po přestěhování rodiny do Hradce Králové vyučovala v tamním Konzultačním středisku Střední knihovnické školy Brno při Státní vědecké knihovně v Hradci Králové, současně byla zástupkyní ředitele školy. Průběžně se věnovala také překladatelské činnosti. Od roku 1969 byla odpovědnou redaktorkou v nakladatelství Kruh, zde redigovala mj. unikátní Deník stíhače Stanislava Fejfara a úzce spolupracovala se zoologem Josefem Vágnerem na jeho cestopisech. Z místa musela z politických důvodů za normalizace v roce 1974 odejít a až do roku 1989 pracovala jako knihovnice v technické knihovně podniku Východočeské vodovody a kanalizace. V té době kulturní a politické nesvobody měla zákaz práce ve školství a kultuře, zastavenou překladatelskou a omezenou publikační činnost. Některé překlady se povedlo vydat pod cizím jménem (viz sborník Zamlčovaní překladatelé), publikovat alespoň časopisecky mohla postupně od r. 1982 – nejprve pouze pro děti, pohádky začala psát původně pro svého vnuka. Knižně debutovala až ve svých 54 letech v roce 1986 s nastupující perestrojkou. Volně publikovala až po listopadu 1989, v prosinci téhož roku se stala členkou Obce spisovatelů (z té v r. 2015 vystoupila pro názorové odcizení činnosti vedení). Nadále se věnovala již výhradně literární tvorbě a rodině, v roce 2008 se po 45 letech v Hradci Králové potřetí vrátila do svého domovského Kolína, kde byla na besedách a autogramiádách vřele přivítána čtenáři, přáteli, bývalými spolužáky i studenty a kde žila a pracovala až do posledních dní. V letech 1986–2020 vydala celkem 45 knižních titulů, z toho 27 pro děti a mládež. Začátkem roku 2021 dokončila poslední román, který bude možná vydán in memoriam. Zemřela náhle na srdeční selhání v nemocnici v Městci Králové, kde rehabilitovala po ortopedické operaci.

## Literární tvorba
Autorka se zaměřila na psychologickou a fantaskní prózu. Varuje před násilím, povrchností a vzájemným zraňováním, zastává se bezbranných. V povídkové tvorbě podněcuje čtenáře k zamyšlení prostřednictvím symbolů, metafor, tajemství, fantazie a překvapivých point, mnohé povídky mají náměty z oblasti sci-fi. Její humoristické romány tvoří samostatnou žánrovou linii; nejúspěšnější, třikrát vydaný autobiografický román Hajný a já zpracoval i Český rozhlas jako četbu na pokračování. Ale humor a fantazie prostupují celou tvorbu, stejně jako autobiografičnost a časté reminiscence vztahující se k nerozlučnému rodnému Kolínu i k Bělé pod Bezdězem, kterou považovala za svůj druhý domov a vždy ji ráda – postupně i s manželem, dcerou, vnukem a pravnoučaty – opakovaně navštěvovala.
Intenzivně se ve svém díle zabývá i literaturou pro děti, jimž věnuje velkou tvůrčí a pedagogickou péči zaměřenou formou zábavných pohádek na výchovu při poznávání světa, na ekologické chování k přírodě a zvířatům a zejména také na poznávání své mateřštiny. I v knihách pro dospělé a ve veřejném životě byla oddanou propagátorkou a zastánkyní čistoty a bohatství českého jazyka, v literatuře odmítala banální náměty a lacinou vulgaritu, ale dovedla je i vtipně parodovat. Zdánlivě snové náměty a fantaskní polohy jejích povídek, svědčící o porozumění dospívajícím, připomněly některým recenzentům určitou blízkost k tvorbě F. Šrámka a K. Čapka. Hodnocena je také pestrost žánrové škály, zralé vypravěčství, intelektuální humor, nápadité stylistické i kompoziční prostředky, kultivovaný jazyk a sevřenost děje bez popisnosti – na úsporné ploše povídky autorka dovede rozehrát dramatický příběh, který by vystačil na rozsáhlý román, a uzavřít jej nečekaným vyústěním; střídání a proměny žánrů jsou hodnoceny jako prvek postmodernismu. Čtenáři mají v oblibě autorčinu sebeironii i citlivý pohled pod povrch vztahů skrytě upozorňující na etické otázky, které dominují celé její tvorbě.

### Povídky, fejetony, pohádky a verše v periodikách
ABC, A2, Ahoj na sobotu, České letectvo a PVO, Český zápas, Dialog, Dikobraz, Dokořán - bulletin Obce spisovatelů, EKO, Hradecké noviny, Hradecký Kurýr, Katolický týdeník, Kmen, Kolínské noviny, Kolínský Pres, Literární noviny, Mateřídouška, Nové knihy, Pes přítel člověka, Pochodeň, Práce, Puls, Roháč, Sluníčko, Svět práce, Svobodné slovo, Učitelské noviny, Večery pod lampou, Vlasta, Východočeský večerník, Zápisník, Zdraví, Zdravotnické noviny.
V anonymní soutěži Literárních novin Povídka roku 2007 získala první místo povídka Cyrilův lodní lístek.

### Knihy pro dospělé čtenáře
- Myší válka, 1986 (Kruh) – psychologický román z let 1930–1945 na maloměstě
- Hajný a já, 1986, 1990 (Západočeské nakladatelství), 1996 (Dialog) – autobiografický humoristický román
- Světla promenád, 1990 (Kruh) – pokračování Myší války z let 1946–1947
- Kantorka a já, 1992 (Západočeské nakladatelství) – pokračování románu Hajný a já z let 1958–1959
- Něžně skřípající kárka, 1994 (Impreso Plus) – povídky o statečnosti známých (anonymizovaných) osobností
- Sníh za okny, 1994 (Impreso Plus) – stylizované zápisky z let 1970–1989
- Vánoce na nitkách, 1994 (Road Praha), 2009 (Knižní klub) – vánoční povídky s tajemstvím a prvky sci-fi
- Jeho přítomnost, 1995 (Matice cyrilometodějská) – duchovní a etické úvahy
- Hajný a Marion, 1996 (Dialog) – parodie na „myslivecko-hraběcí“ román
- Ortel, 2000 (Ivo Železný – sešitové vydání) – román z lékařského prostředí
- Schodiště z písku, 2000 (Gumruch) – fantaskní a groteskní povídky s prvky sci-fi
- Prstýnek z Bělé, 2002 (Městská knihovna Vladimíra Holana v Bělé pod Bezdězem) – vzpomínky
- Peřina v kufru, 2005 (Dita) – humoreska z Česka z let 1951–1990
- Svatební zvonění, 2008 (Toužimský & Moravec) – rodinná sága z let 1910–1970
- Zločin Hercula PoiroNa, 2016 (Olympia) – humorná detektivní fikce
- Růžový altán, 2018 (Petrklíč) – romantika s ozvěnou historie z let 1925–1993
- Bavorský případ, 2020 (Brána) – tragikomická detektivka ze staré Prahy
- Divoké léto Jáchyma Šebka, 2020 (Brána) – napínavý příběh s detektivními prvky

### Knihy pro děti a mládež
- Odpusť, bratříčku, 1991 (Vega) – stylizovaný deník patnáctileté skautky z r. 1947
- Volání černé kachny, 1993 (Nava) – povídky s tajemstvím a prvky sci-fi
- Koníček do kapsy, 1998 (Oftis) – dva pohádkové příběhy pro děti (5–10 let)
- Pejskové pana Tobiáše, 1998 (Papyrus) – pohádkový příběh pro děti i dospělé
- Učíme se poznávat zvířátka v lese, 2004 (Svojtka) – veršované obrázkové leporelo
- Ježeček Dupálek, 2004, 2011, 2015 (Axióma) – příběh malého ježečka pro děti (5–10 let)
- Ovečka Kudrlinka, 2004, 2011, 2015 (Axióma) – úsměvná pohádka pro děti (5–10 let)
- Bára a Flíček, 2004 (Junior) – zábavná knížka pro předškoláky a prvňáčky
- Bára, Flíček a , 2004 (Junior) – zábavná knížka pro předškoláky a prvňáčky
- Bára a Flíček mají prázdniny, 2005 (Junior) – zábavná knížka pro děti (5–8 let)
- Učíme se poznávat zvířátka na statku, 2005 (Svojtka) – veršované obrázkové leporelo
- Malovánky do čítanky, 2005 (Junior) – dvanáct pohádek obrázkového čtení
- Kačenka Madlenka, 2005 (Junior) – pohádka o kouzelné zahradě pro prvňáčky
- Knížka pro Vojtíška, 2007, 2015 (Knižní klub)  – verše a pohádky pro zvídavé děti (5–10 let)
- Oslík Šedé kopýtko, 2007 (ZOO Liberec), 2016 (Albatros) – dobrodružná pohádka po děti i dospělé
- Písmenkové pohádky, 2009, 2015, 2025 (Knižní klub, Pikola) – veselá knížka pro začínající školáčky
- O zachráněných zvířátkách, 2012 (Knižní klub) – dobrodružná pohádka pro děti od 6 let
- Číslicové pohádky, 2013 (Knižní klub) – pohádky i poučení pro prvňáčky
- Princezna bílých tygrů, 2013 (Albatros) – dobrodružná knížka pro děti od 7 let
- Písničkové pohádky, 2014 (Knižní klub) – veselé pohádky o dětských písničkách pro děti od 4 let
- Statečný Zeb, 2015 (Albatros) – napínavá knížka o mláděti zebry, které ukradli pytláci (od 7 let)
- Cestovací pohádky, 2015 (Knižní klub)) – zábavná i poučná knížka o cestování pro děti od 6 let
- Pohádky z loutkového divadla, 2017 (Pikola) – zábavné příběhy loutek pro děti od 6 let
- Pastelkové pohádky, 2017 (Pikola) – pohádka o drakovi, větru Severáku a pastelkách, od 5 let
- Fanfrlínek, 2017 (Pikola) – veselé příběhy neposedného panáčka pro děti od 5 let
- O zvědavém telátku a bázlivém hříbátku, 2018 (Albatros) – veselé příhody pro nejmenší
- Ztracené pohádky, 2020 (Pikola) – pohádky se zábavnými otázkami a úkoly pro děti od 5 let

### Významnější překlady
- V. A. Kaverin: Kousek skla (Šikmý déšť), 1964 (Svět sovětů)
- V. M. Sanin: Sami pod Velkým vozem, 1965 (Svět sovětů)
- F. A. Abramov: Dvě zimy a tři léta, 1972 (Lidové nakladatelství)
- N. Ogňov: Dvanáctá hodina, 1989 (Odeon)

#### Encyklopedie, slovníky a sborníky
- Encyklopedie města Hradce Králové, 2011 (Gamron)
- Kdo je kdo v Obci spisovatelů (Sborníky od r. 2004, vystoupila r. 2015)
- Literární Hradec Králové, 1994 (Okresní knihovna v Hradci Králové)
- Osobnosti kultury Kolínsko, 2006 (Polabský Zlatý pruh)
- Postmodernismus v české a slovenské próze, 2003 (Sborník konference, Slezská univerzita Opava)
- Povídka roku 2007 – Almanach Literárních novin, 2008 (Společnost pro média a demokracii)
- Slovník autorů knih pro chlapce, 2000 (Ostrov)
- Slovník autorů literatury pro děti a mládež II. – Čeští spisovatelé, 2012 (Libri)
- Slovník české literární fantastiky a science fiction, 1995 (R3)
- Zamlčovaní překladatelé, 1992 (Obec překladatelů)

#### Periodika – vybrané rozhovory a články
- Česká Betty MacDonaldová, Regionální měsíčník Dobrý info 4/2016
- Děkuji osudu, že mi tak štědře nadělil fantazii a smysl pro humor, Kolínský Pres 19. 6. 2012
- Spisovatelkou až do konce, Zpravodaj města Kolína 4/2021